# Ljusskärs Fjärden
Ljusskärs Fjärden är en fjärd i Åland (Finland). Den ligger i den sydöstra delen av landskapet, 30 km sydost om huvudstaden Mariehamn.